# جنایت دانلد
جنایت دانلد (Donald's Crime) یک پویانمایی کوتاه محصول ۱۹۴۵ است که توسط استودیو انیمیشن والت دیزنی تولید و توسط آر.ک.ئو منتشر شده‌است. این کارتون که نقیضه ای از فیلم‌های نوآر درام جنایی است، دانلد داک را نشان می‌دهد که پس از سرقت ۱٫۲۵ دلار از خواهرزاده‌هایش با گناه مبارزه می‌کند. این فیلم به کارگردانی جک کینگ ساخته شده‌است و موسیقی متنش توسط ادوارد اچ. پلامب ساخته شده‌است. صداپیشگان این فیلم کلارنس نش در نقش دانلد و هویی، دوئی و لوئی، گلوریا بلوندل در نقش دیزی داک و استرلینگ هالووی در نقش صدای خارج از صحنه یعنی وجدان دونالد هستند. این اولین اجرای بلوندل در نقش دیزی بود و اولین صدای «معمولی» این شخصیت است. دیزی قبل از این فیلم در آقای داک در بیرون قدم می‌زند حضور یافته بود، که توسط نش با صدایی شبیه دونالد صداپیشگی شده بود.
جنایت دونالد در هجدهمین دوره جوایز اسکار در ۱۹۴۶ نامزد جایزه اسکار بهترین پویانمایی کوتاه شد، اما به یکی از فیلم‌های تام و جری کمپانی ام جی ام به نام لطفاً ساکت! شکست خورد. این چهارمین نامزدی برای مجموعه فیلم دانلد داک بود.